# Álvaro
Álvaro, zu dt. Alvar, Albrecht oder auch Alberich, ist ein spanischer, galicischer und portugiesischer männlicher Vorname germanischer Herkunft. Als italienische Form des Namens tritt, auch als Familienname, die Form Alvaro auf.

## Namensträger

### Vorname
- Álvaro de Almeida (1963–2010), angolanischer Fußballtrainer
- Álvaro Arbeloa (* 1983), spanischer Fußballspieler
- Alvaro Alonso Barba (1569–um 1661), spanischer Geistlicher, Metallurg und Chemiker
- Alvaro Barros-Lemez (1945–2004), uruguayischer Journalist, Essayist, Dozent und Verleger
- Álvaro Bautista (* 1984), spanischer Motorradrennfahrer
- Álvaro de Bazán (1526–1588), spanischer Flottenkommandant
- Álvaro de Castro (1878–1928), portugiesischer Militär und Politiker
- Álvaro Cunhal (1913–2005), portugiesischer Politiker
- Álvaro Cunqueiro (1911–1981), spanischer Romanautor, Dichter, Dramatiker, Journalist und Gastronom
- Álvaro Delgado Ceretta (* 1969), uruguayischer Tierarzt und Politiker
- Álvaro Escobar-Molina (* 1943), kolumbianischer Schriftsteller
- Álvaro Fernández (1960–1987), spanischer Radrennfahrer
- Álvaro Flórez Estrada (1769–1853), spanischer Wirtschaftswissenschaftler
- Álvaro Gil-Robles (* 1944), spanischer Jurist und Menschenrechtsaktivist
- Álvaro Gómez (* 1937), kolumbianischer Schwimmer
- Álvaro González (* 1973), uruguayischer Fußballspieler
- Álvaro González (* 1984), uruguayischer Fußballspieler
- Álvaro González (* 1990), spanischer Fußballspieler
- Álvaro López García (1941–2019), spanischer Astronom
- Álvaro de Luna (1388/90–1453), spanischer Machthaber von Kastilien
- Álvaro de Luna (1935–2018), spanischer Schauspieler
- Álvaro Madrid (* 1995), chilenischer Fußballspieler
- Álvaro Luiz Maior de Aquino (* 1979), brasilianischer Fußballspieler
- Alvaro Mancori (1923–2011), italienischer Kameramann und Filmproduzent
- Álvaro Mejía (1940–2021), kolumbianischer Leichtathlet
- Álvaro Mejía (* 1967), kolumbianischer Radsportler
- Álvaro Mejía (* 1982), spanischer Fußballspieler
- Alvaro de Mendaña de Neyra (1541–1595), spanischer Entdecker und Seefahrer
- Álvaro Menéndez Leal (1931–2000), salvadorianischer Lyriker, Erzähler, Dramatiker, Essayist und Journalist
- Álvaro Lenier Mesa (* 1989), kubanischer Liedermacher, siehe Lenier
- Álvaro Mesén (* 1972), costa-ricanischer Fußballspieler
- Álvaro Affonso de Miranda Neto (* 1973), brasilianischer Springreiter
- Álvaro Mones (* 1942), uruguayischer Wirbeltierpaläontologe, Biologe und Wissenschaftshistoriker
- Álvaro Morata (* 1992), spanischer Fußballspieler
- Álvaro Morte (* 1975), spanischer Schauspieler
- Álvaro Mutis (1923–2013), kolumbianischer Schriftsteller
- Álvaro Noboa (* 1950), ecuadorianischer Politiker und Unternehmer
- Álvaro Obregón (1880–1928), mexikanischer Politiker, Präsident 1920 bis 1923
- Álvaro Odriozola (* 1995), spanischer Fußballspieler
- Alvaro Palmen (* 1964), deutscher Violinist und Dirigent
- Álvaro Peña (* 1965), bolivianischer Fußballspieler und -trainer
- Álvaro Peña-Rojas (* 1943), chilenischer Sänger und Songwriter
- Álvaro Pierri (* 1953), uruguayischer klassischer Gitarrist
- Álvaro Pombo (* 1939), spanischer Dichter und Romanautor
- Álvaro del Portillo (1914–1994), spanischer Geistlicher, Titularbischof von Vita
- Álvaro Quirós García (* 1983), spanischer Golfer
- Álvaro Ramos (* 1992), chilenischer Fußballspieler
- Álvaro Recoba (* 1976), uruguayischer Fußballspieler
- Álvaro Rico (* 1996), spanischer Film- und Theaterschauspieler
- Álvaro Rodríguez Echeverría (* 1942), costa-ricanischer Theologe
- Álvaro Peña-Rojas (* 1943), chilenischer Sänger und Songwriter
- Álvaro Rojas (Politiker) (* 1953), chilenischer Politiker und Diplomat
- Alvaro Efrén Rincón Rojas (* 1933), kolumbianischer Ordensgeistlicher, Apostolischer Vikar von Puerto Carreño
- Álvaro de Saavedra († 1529), spanischer Seefahrer und Entdecker
- Álvaro Silva (1965–2025), portugiesischer Leichtathlet
- Álvaro Siza Vieira (* 1933), portugiesischer Architekt
- Alvaro Soler (* 1991), spanisch-deutscher Popsänger
- Álvaro Uribe Vélez (* 1952), kolumbianischer Politiker, Präsident 2002 bis 2010
- Álvaro Vargas Llosa (* 1966), peruanischer Schriftsteller und Publizist
- Álvaro Vázquez (* 1991), spanischer Fußballspieler
- Alvaro Vitali (1950–2025), italienischer Schauspieler
- Alvaro Zinno (* 1958), uruguayisch-italienischer Fotograf

Zweitname
- Guillermo Álvaro Ortiz Carrillo (1924–2000), kolumbianischer römisch-katholischer Geistlicher und Bischof von Garagoa
- José Álvaro Morais (1943–2004), portugiesischer Filmregisseur

### Familienname
- Alexander Alvaro (* 1975), deutscher Politiker (FDP), Europaabgeordneter
- Ana Álvaro (* 1969), spanische Basketballspielerin
- Anne Alvaro (* 1951), französische Schauspielerin
- Corrado Alvaro (1895–1956), italienischer Schriftsteller und Journalist
- Mikel Álvaro (* 1982), spanischer Fußballspieler
- Victoriano Rivas Álvaro (* 1980), spanischer Fußballspieler

## Sonstiges
- Álvaro (Oleiros), Ort in Portugal
- Alvaro-Bucht, Bucht der Bryde-Insel, Antarktis
- Tiro ao Álvaro